# Ophioscion vermicularis
Ophioscion vermicularis är en fiskart som först beskrevs av Günther, 1867.  Ophioscion vermicularis ingår i släktet Ophioscion och familjen havsgösfiskar. IUCN kategoriserar arten globalt som livskraftig. Inga underarter finns listade i Catalogue of Life.